# Зарудье (Ровненская область)
Зарудье (укр. Заруддя) — село в Мирогощанской сельской общине Дубенского района Ровненской области Украины.
Население по переписи 2001 года составляло 468 человек. Почтовый индекс — 35630. Телефонный код — 3656. Код КОАТУУ — 5621682604.